# WeTransfer
WeTransfer é um serviço de transferência de arquivos de computador pela Internet com sede em Amsterdã, na Holanda. A empresa foi fundada por Rinke Visser, Bas Beerens e Nalden. Em outubro de 2018, WeTransfer relançou seu aplicativo com o nome "Collect by WeTransfer". Em maio de 2020, a Índia proibiu o aplicativo, alegando razões de segurança.

## História

### Desenvolvimento e lançamento antecipado
WeTransfer foi fundada em 2009 e evoluiu da frustração de Bas Beerens por não poder compartilhar arquivos grandes facilmente. O WeTransfer precisava ser "simples o suficiente para ser usado por seus pais", disse ele. Nalden, que dirigiu O blog Nalden.net foi contatado por Beerens e adicionou a ideia de imagens de fundo em tela cheia. Mais tarde, a WeTransfer tornou-se uma empresa independente.

### 2010–2012
Em 2012, a WeTransfer implementou uma reformulação e introduziu seu serviço premium, que suporta transferências e armazenamento maiores de arquivos, um catálogo de endereços e uma ferramenta de proteger arquivos com uma senha.

### 2013–2015
Autofinanciado desde o seu lançamento em 2009, o aplicativo alcançou lucratividade em 2013. Em 2014, houve o lançamento da CreativeClass.tv, uma série de vídeos contínua. A WeTransfer iniciou suas primeiras bolsas naquele ano, por meio de uma parceria colaborativa com a Central Saint Martins. Essas bolsas apoiaram dois estudantes de todo o mundo em seus estudos em período integral.
Em 2015, a WeTransfer levantou uma rodada de financiamento Série A de 25 milhões de dólares da Highland Capital Partners Europe e adicionou o diretor executivo Troy Carter ao seu conselho de administração.

### 2016–presente
Em 2016, a WeTransfer anunciou a aquisição do estúdio de design digital Present Plus, fundada em 2010 por Damian Bradfield e o cofundador da WeTransfer Nalden, cujos patrocinadores incluíam Adidas, MR PORTER, British Airways, Sonos e Christie's.
Em setembro de 2016, a WeTransfer abriu seu primeiro escritório nos Estados Unidos, em Venice, Los Angeles. No início de 2017, Gordon Willoughby tornou-se o CEO da empresa, substituindo Bas Beerens, que foi eleito presidente executivo.
Em agosto de 2018, a WeTransfer adquiriu o desenvolvedor de aplicativos FiftyThree, cujo portfólio incluía o aplicativo de desenho Paper e o aplicativo de apresentação colaborativa Paste. Em agosto de 2019, a empresa fechou uma rodada de financiamento secundário de 35 milhões de euros liderada pela HPE Growth.

## Liderança
Bas Beerens fundou a plataforma de compartilhamento de arquivos WeTransfer com Nalden (Ronald Hans) e Rinke Visser em 2009.
Beerens também dirige a consultoria de design OY Communications, a partir da qual o WeTransfer foi desenvolvido, inicialmente como OY Transfer. Em 2012, ele fundou o WeMarket, um mercado global B2B para compradores e fornecedores de qualquer setor.

## Tecnologia
WeTransfer é baseado na infraestrutura e tecnologia da Amazon. O aplicativo utiliza a Amazon S3 para armazenamento e envio de arquivos.

### Serviços
WeTransfer oferece um serviço gratuito onde os usuários podem enviar até dois gigabytes de arquivos, e uma opção paga, chamada WeTransfer Plus, onde os usuários podem enviar até 20 gigabytes de arquivos. WeTransfer Plus também permite que os usuários adicionem senhas aos arquivos.

## Modelo de receita
WeTransfer possui um modelo de dupla entrada, dividido entre publicidade e assinaturas premium. Com uma conta gratuita, os usuários podem enviar arquivos de até 2 GB. Com uma conta premium, é permitido transferir arquivos de até 20 GB, com 1 TB de armazenamento, além de senhas e opções de personalização.
WeTransfer exibe anúncios em tela cheia durante a transferência.